# Sinfonía n.º 9 (Vaughan Williams)

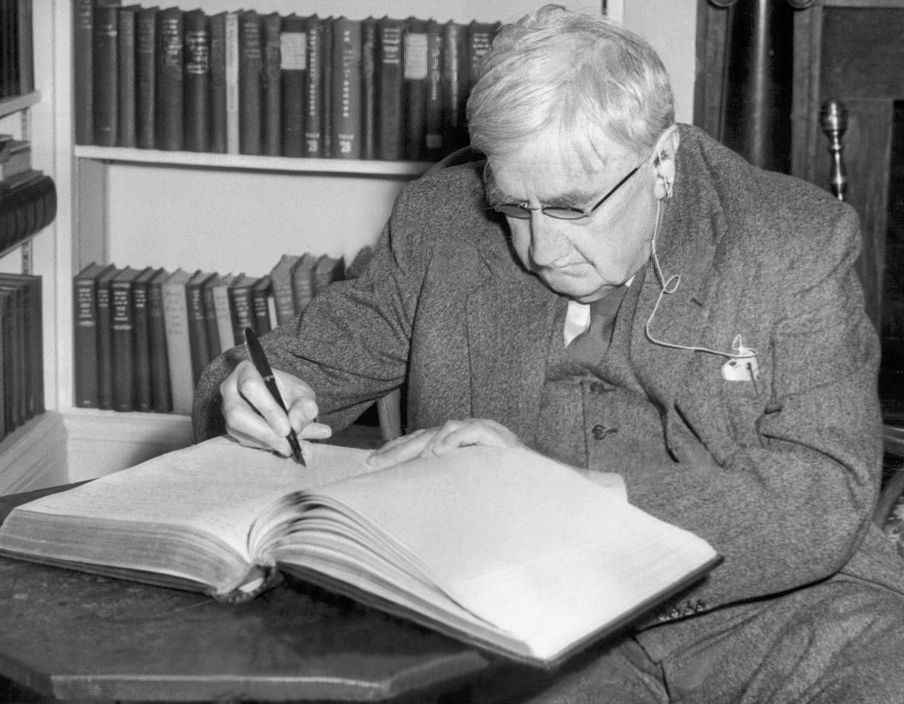
Vaughan Williams en 1955.

La Sinfonía n.° 9 en mi menor fue compuesta por Ralph Vaughan Williams entre 1956 y 1957. La obra está dedicada a la Royal Philharmonic Society. Se trata de la última contribución al género del maestro inglés.

## Historia

### Composición
La composición de esta pieza se desarrolló entre 1956 y 1957. La producción sinfónica del maestro británico está formada por nueve sinfonías y esta es la última de ellas. Entre 1903 y 1955 había compuesto ocho sinfonías y a principios de 1956, antes del estreno de la n.º 8, empezó a elaborar los bocetos para la n.º 9. A mediados de la década de 1950 el compositor octogenario era considerado como el Gran Patriarca de la música inglesa, aunque a él no le gustaba el término. Llevaba una vida extraordinariamente activa para su edad; viajó a Mallorca, Austria e Italia y, a su regreso a Inglaterra, mantuvo una intensa actividad de conciertos, festivales y composición. Durante su estancia en Mallorca en 1956 elaboró los primeros bocetos. Primero concibió una representación musical de la ciudad de Salisbury, su llanura y Stonehenge; luego pensó en una evocación de la novela Tess, la de los d'Urberville de Thomas Hardy, que estaba ambientada en ese mismo entorno. Los borradores conservados muestran que, en las primeras fases, ciertos pasajes contenían referencias explícitas a personajes y eventos de la novela. En algunos manuscritos el primer movimiento se titula "Preludio en Wessex" y el segundo movimiento lleva el encabezado "Tess". Pero los elementos programáticos fueron desapareciendo a medida que avanzaba su labor. No obstante, los analistas musicales han encontrado muchos puntos en los que la obra sigue evocando la novela. Ya de vuelta en Inglaterra, finalizó la pieza antes de noviembre de 1957 y se esforzó en caracterizarla como música absoluta. Así lo explicaba el propio compositor en sus notas al programa para el estreno:

«El segundo movimiento, Andante sostenuto, parece no tener una conexión lógica entre sus diversos temas. Esto ha llevado a algunos a pensar que debe tener un programa ya que al parecer la música programática no tiene por qué ser lógica. Es muy cierto que el movimiento comenzó con un programa, pero se perdió en el camino -por eso ahora, oh no, nunca lo mencionamos- y hay que dejar que la música hable por sí misma, signifique lo que signifique.»

La dedicatoria de la partitura fue para la Royal Philharmonic Society que había encargado la pieza. Se interpretó en forma de arreglo para piano ante un grupo de amigos del compositor, incluidos los compositores Arthur Bliss y Herbert Howells, así como el crítico Frank Howes. Quince días antes del estreno, Vaughan Williams organizó y pagó un ensayo de tres horas en el que la sinfonía se interpretó dos veces. Tras escuchar la pieza, hizo algunos ajustes menores en preparación para el estreno.

### Estreno, primeras interpretaciones y publicación

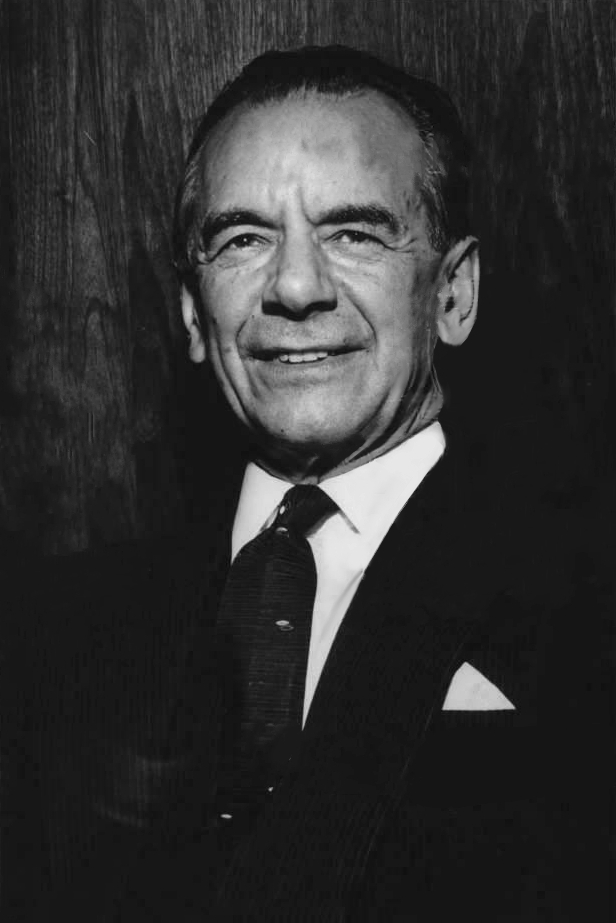
Malcolm Sargent, director del estreno.

El estreno se celebró el 2 de abril de 1958 en el Royal Festival Hall de Londres con una interpretación de la Royal Philharmonic Society bajo la batuta de Malcolm Sargent. Esta sinfonía fue el elemento central del programa, entre el Concierto para orquesta de Kodály y Harold en Italia de Berlioz . El 5 de agosto de 1958 Sargent volvió a dirigir la obra en un concierto de los Proms retransmitido por la BBC. La última aparición pública de Vaughan Williams fue en otra interpretación de esta sinfonía en el Royal Albert Hall cuatro meses después. El 26 de agosto de 1958 se iba a realizar una grabación con la Sinfónica de la BBC con Adrian Boult. Pero esos planes se abandonaron al recibirse la noticia de la muerte de Vaughan Williams esa misma mañana.
La primera ejecución en Norteamérica sucedió el 10 de agosto de 1958 en el Festival Internacional de Vancouver bajo la dirección de William Steinberg. La primera interpretación en Estados Unidos tuvo lugar el 25 de septiembre de 1958 en el Carnegie Hall de Nueva York dirigido por Leopold Stokowski. John Barbirolli dirigió a la Orquesta de Filadelfia en diciembre de ese año.
La primera edición de la pieza fue llevada a cabo en 1958 por la editorial Oxford University Press en Londres. Algunas sinfonías de Vaughan Williams fueron publicadas con títulos descriptivos (A Sea Symphony, A London Symphony, A Pastoral Symphony, Sinfonía antártica); otras se publicaron como Sinfonía en fa menor, en re mayor y en mi menor. A las del último grupo se las denominaba Sinfonías n.º 4, 5 y 6, pero Vaughan Williams lo desaprobaba: "Nunca he puesto números a mis sinfonías y no quiero empezar ahora". A pesar de ello, su anterior obra se había editado como "Sinfonía n.º 8 en re menor" y esta última apareció publicada bajo la denominación "Sinfonía n.° 9 en mi menor".

## Instrumentación
La partitura está escrita para una gran orquesta formada por:
- Viento madera: 1 flautín, 2 flautas, 2 oboes, 1 corno inglés, 2 clarinetes en si bemol, 1 clarinete bajo en si bemol, 2 fagotes, 1 contrafagot, 2 saxofones altos en mi bemol, 1 saxofón tenor en si bemol.
- Viento metal: 4 trompas en fa, 2 trompetas en si bemol, 1 fliscorno en si bemol, 3 trombones, 1 tuba.
- Percusión: timbales, bombo, caja, tambor tenor, platillos, triángulo, gong grande, tam-tam, campanas profundas, glockenspiel, xilófono, celesta.
- Cuerda: 2 arpas y una sección de cuerdas con violines I y II, violas, violonchelos y contrabajos.

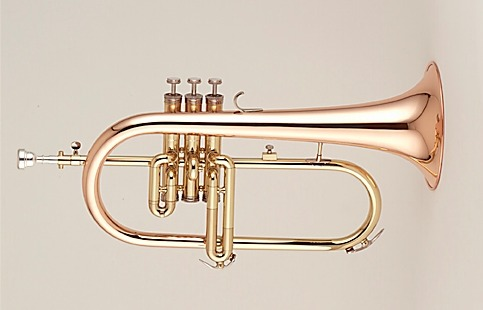
Fliscorno.

La orquestación incluye por primera vez en una sinfonía de Vaughan Williams un fliscorno. El propio compositor en las notas al programa que escribió para el estreno comentaba acerca de la instrumentación de esta obra lo siguiente:

«Se utiliza la orquesta sinfónica habitual, con la adición de tres saxofones y el fliscorno. Este bello y descuidado instrumento no suele ser admitido en los círculos selectos de la orquesta y ha sido desterrado a la banda de música, donde se le permite entregarse al mal hábito de hacer vibrato a su antojo. Mientras esté en la orquesta se verá obligado a sentarse y tocar correctamente. También se espera que los saxofones, excepto en un momento del scherzo, no se comporten como gatos dementes, sino que se les permita ser ellos mismos y ser románticos.»

## Estructura y análisis
La sinfonía consta de cuatro movimientos:
- I. Moderato maestoso, en mi menor 4
4
- II. Andante sostenuto, en sol menor 4
4
- III. Scherzo. Allegro pesante, en fa menor 6
8 y 2
4
- IV. Andante tranquillo, en mi menor 6
8

La interpretación de esta obra dura aproximadamente entre 30 y 35 minutos. La duración de las ejecuciones varía mucho, aunque la más habitual es de unos 34 minutos. La del estreno dirigida por Sargent duró 30 minutos y 25 segundos, siendo la que más se acerca a las indicaciones metronómicas de la partitura. Pero algunos críticos la consideran demasiado rápida en algunas partes. Las grabaciones oscilan entre los 29 minutos y 45 segundos de Kees Bakels en 1996 y los 38 minutos y 30 segundos de André Previn en 1971. Por otra parte, se han cuestionado las indicaciones metronómicas de Vaughan Williams en sus partituras. Él mismo no los observaba cuando dirigía sus obras y estuvo presente en las grabaciones de Boyd Neel y Adrian Boult en las que no se opuso a tempi más lentos de lo marcado. Su asistente musical, Roy Douglas, a quien no le gustaban los tempi rápidos de Sargent, especuló que el maestro simplemente calculaba mal porque no poseía un metrónomo. En preparación para la primera grabación comercial de la obra en agosto de 1958, Adrian Boult discutió el cierre del último movimiento con Vaughan Williams, que consideraba demasiado abrupto. El compositor sugirió que podía tocar esa sección "mucho más lento" si lo deseaba mientras consideraba la sugerencia de Boult de agregar 20 o 30 compases. Se trata de una pieza enigmática, que contiene numerosos cambios bruscos de humor y textura, que es animada por la presencia de un trío de saxofones. Cabe destacar dos influencias significativas en el tono de esta obra: una es la Sinfonía n.º 6, de aproximadamente una década antes, y la otra es la novela Tess, la de los d'Urberville de Thomas Hardy.

### I.Moderato maestoso
El primer movimiento, Moderato maestoso, está escrito en la tonalidad de mi menor y en compás de 4/4. En el análisis publicado por el compositor no se describe como una forma sonata estricta, sino que obedece a los principios generales de presentación, contraste y repetición. Se abre de forma misteriosa y turbulenta con un mi mantenido al unísono en cuatro octavas. Le sigue un tema lento para maderas y metales graves sobre el mi. Vaughan Williams afirmó que este tema se le había ocurrido tras tocar la parte de órgano del principio de la Pasión de San Mateo de Johann Sebastian Bach. Esto conduce a la primera entrada solista de un trío de saxofones con un tema solemne en tríadas sobre un tranquilo acorde de tónica, que es una reminiscencia de la Sinfonía n.º 6. Los clarinetes acompañados por acordes de arpa tocan un tema más suave en sol menor que se escapa hacia el sol mayor, lo cual sugiere una forma sonata convencional. La tensión aumenta y llega a un clímax. En la recapitulación se oye una variante más sonora de la turbulenta apertura con violín solista y los rasgueos del arpa. El fliscorno canta brevemente. La coda, extraña pero apacible, concluye con una cadencia de saxofón a la Napolitaine, en palabras del compositor.

### II.Andante sostenuto
El segundo movimiento, Andante sostenuto, está en sol menor y en compás de 4/4. Para Alain Frogley las concepciones programáticas originales del compositor permanecen inalteradas en la partitura a pesar de que eliminó el etiquetado de los temas. En la apertura es posible escuchar el sonido del viento que sopla a través de Stonehenge. El movimiento lento es mercurial y de bella factura. Se abre con un solo de fliscorno, instrumento que adquiere aquí mayor protagonismo. Su canto se ve amenazado por una figura marcial ligeramente sarcástica que sigue intentando abrirse paso. Le sigue una sección más conmovedora, que algunos consideran una referencia a Tess, al policía perseguidor, su arresto y se interrumpe con el tañido de la campana que da las ocho antes de que la cuelguen. Después regresa la música marcial. Evitando mencionar el programa original, Vaughan Williams describe el tema del fliscorno como "tomado de una obra temprana del compositor, afortunadamente descartada hace mucho tiempo, pero cambiada de modo que su propio padre apenas la reconocería". Se trata de The Solent, una pieza para orquesta de cámara de 1903. Continúa describiendo: "El episodio que sigue es un fuerte contraste; un tema de marcha bárbaro, contra el cual hay un contratema. Una modulación repentina a si bemol menor trae de vuelta una versión [del tema del fliscorno] seguida de un episodio romántico en ritmo ternario, interpretado principalmente por las cuerdas. … Luego, un golpe amenazador del gong trae a la memoria un recuerdo del tema del fliscorno… Después, un rápido crescendo lleva a una repetición de [la marcha] tocada por toda la orquesta, que se apaga de nuevo con suavidad, y el fliscorno y su melodía se escuchan una vez más, esta vez con un contratema por debajo en el clarinete." Se cierra de forma conmovedora con un acorde de do mayor en pianissimo mantenido durante cuatro compases.

### III.Scherzo. Allegro pesante
El tercer movimiento, Scherzo. Allegro pesante, está en fa menor y el compás se mueve entre 6/8 y 2/4. El Scherzo rompe bruscamente el hechizo del Andante anterior. Arranca con una discordancia de los metales en fortissimo que va acompañada de un patrón rítmico en la caja. Después los saxofones tocan el primer tema.  Una pequeña melodía alegre pero oscura, presentada primero y elaborada después por los tres saxofones, es finalmente elaborada y desarrollada polifónicamente por toda la orquesta. Le sigue un segundo tema en 2/4 y en un tercero se retoma el 6/8. Un tema subsidiario se desarrolla en forma de canon. Tras varios pequeños interludios mágicos, los tres saxofones regresan al final. La música es interrumpida por una repetición de la disonancia de apertura, a partir de la cual el saxofón en si bemol solo y el tambor lateral conducen a un final calmado.

### IV.Andante tranquillo
El cuarto y último movimiento, Andante tranquillo, retoma la tonalidad inicial y el compás de 6/8. El extraordinario Finale presenta una gran variedad de temas, ambientes y referencias pasajeras a los tres movimientos anteriores. Consta de dos secciones distintas, la primera en forma binaria repetida y la segunda una forma sonata allegro con coda. La primera sección comienza con una larga cantilena sobre los violines y luego las violas, con contrapunto de clarinete. El segundo tema, escrito para trompas, va seguido de una repetición de ambos temas. La segunda sección es introducida por una breve frase que aparece a lo largo de todo el Finale, un tema de viola, suave al principio y que se vuelve más fuerte y contrapuntístico para toda la orquesta. Con una delicada instrumentación, empieza polifónicamente en las cuerdas y se desarrolla de forma rapsódica con muchas texturas dispersas y camerísticas. El contrapunto de las cuerdas se vuelve tempestuoso y llega a una grandiosa declamación con tres acordes de mi mayor en fortissimo que se difuminan con rapidez. Se escuchan unos glissandi de arpa y un toque de saxofón mientras las cuerdas se desvanecen apaciblemente.

## Recepción de la obra
Tras el estreno en 1958, la obra fue recibida con respeto pero sin gran entusiasmo al principio. Con el paso del tiempo su reputación fue creciendo y logró entrar en el repertorio de las salas de conciertos y grabaciones. La reputación de esta pieza es desigual en el mejor de los casos, ya que algunos ven en ella una prueba de la falta de fuerza del músico en los últimos años de su carrera, de su dependencia de los mismos viejos trucos, por así decirlo. Entre las primeras reacciones destacan las siguientes:
- Michael Kennedy, después de las primeras interpretaciones, comentó que "no se podía negar la frialdad de la recepción de la sinfonía por parte de los críticos. Su estado de ánimo enigmático los desconcertó y, por lo tanto, se prestó más atención al uso del fliscorno y a la frívola nota al programa".[27]
- David Mason, que fue el intérprete del fliscorno en el estreno, comentó que toda la cobertura de la prensa de la época se centró en su instrumento, en lugar de plantear una discusión seria sobre esta sinfonía como obra musical.[28]
- R. Murray Schafer en la revista estadounidense Notes señaló que aunque la mayoría de las bibliotecas deseaban adquirir la partitura debido a la reputación de Vaughan Williams como sinfonista, "me resulta difícil... descubrir mucho más que un valor numérico en la obra...". Se quejó de los saxofones y el fliscorno: "todo este color adicional parece emplearse simplemente para espesar la textura de la orquesta media. (…) La maestría formal sigue presente, pero no creo que salve la obra".[29]

- Gideon Waldrop en el Musical Courier describió la sinfonía como "una obra de gran belleza... el lirismo, la pura belleza tonal y la minuciosa artesanía estuvieron en evidencia en todo momento".
- Harold C. Schonberg escribió para The New York Times en 1958: "la sinfonía está repleta de una fuerte melodía personal de principio a fin... Un resplandor suave inunda la obra, como ocurre con la obra de muchos compositores veteranos que parecen mirar retrospectivamente sus carreras... la Novena Sinfonía es una obra maestra".[11]

En las décadas posteriores a la muerte de Vaughan Williams su producción fue en gran medida ignorada por académicos y críticos musicales, pero no fue olvidada por el público. A mediados de la década de 1990 la marea crítica y musicológica se volvió a su favor. De hecho la mayoría de las grabaciones de esta obra son de la década de 1990 y el siglo XXI. La antigua opinión de que la Sinfonía n.º 9 no decía nada nuevo comenzó a ser sustituida:
- Hillary Finch afirmó en The Times en 2008 que aunque era "la síntesis y resumen de todo lo que había hecho antes" la música era visionaria, violenta, esquiva y ambigua.[33]
- Larry Rothe escribió en una nota para la Orquesta Sinfónica de San Francisco en 2011: "Al igual que la última sinfonía de Beethoven, esta retrata enormes conflictos y esfuerzos sobrehumanos. Luego, en medio de ella, se despliega un paisaje marino empapado de luz, pero la visión retrocede tan repentinamente como apareció. Vaughan Williams no había compuesto música tan colérica y asertiva desde su Sexta Sinfonía".[34]
- Expertos como Frogley o Barr creen que la obra se entendió mejor una vez que el elemento programático se hizo ampliamente conocido.[35]

## Discografía selecta
| Año  | Dirección               | Orquesta                                | Lugar                                 | Discográfica                      |
| ---- | ----------------------- | --------------------------------------- | ------------------------------------- | --------------------------------- |
| 1958 | Malcolm Sargent         | Royal Philharmonic Orchestra            | Royal Festival Hall                   | Pristine Audio XR PASC 234        |
| 1958 | Adrián Boult            | Orquesta Filarmónica de Londres         | Walthamstow Assembly Hall             | Everest SDBR 3006                 |
| 1958 | Leopoldo Stokowski      |                                         | Carnegie Hall                         | Cala Records CACD 0539            |
| 1958 | Pedro de Freitas Branco | Orquesta Sinfónica Nacional de Portugal | Teatro Nacional de São Carlos, Lisboa | Portugalsom SP 4084               |
| 1969 | Adrián Boult            | Orquesta Filarmónica de Londres         | Kingsway Hall                         | HMV ASD 2581                      |
| 1971 | André Previn            | Orquesta Sinfónica de Londres           | Kingsway Hall                         | RCA Red Seal SB 6842              |
| 1989 | Guennadi Rozhdéstvenski | Orquesta Sinfónica Estatal de la URSS   | Edif. Philharmonia, Leningrado        | Melodiya CD 10-02170-6            |
| 1990 | Bryden Thomson          | Orquesta Sinfónica de Londres           | St Jude-on-the-Hill, Hampstead        | Chandos CHAN 8941                 |
| 1991 | Leonard Slatkin         | Orquesta Philharmonia                   | Abbey Road                            | RCA Victor Red Seal 09026-61196-2 |
| 1994 | Vernon Handley          | Real Orquesta Filarmónica de Liverpool  | Philharmonic Hall, Liverpool          | EMI Eminence CD EMX 2230          |
| 1995 | Andrew Davis            | Orquesta Sinfónica de la BBC            | San Agustín, Kilburn, Londres         | Teldec 4509-98463-2               |
| 1996 | Kees Bakels             | Orquesta Sinfónica de Bournemouth       | Poole Arts Centre                     | Naxos 8.550738                    |
| 2000 | Bernard Haitink         | Orquesta Filarmónica de Londres         | Abbey Road                            | EMI Classics CD 5 57086 2         |
| 2008 | Andrew Davis            | Orquesta Sinfónica de la BBC            | Royal Albert Hall                     | BBC Music Magazine MM 333         |
| 2016 | Andrew Davis            | Orquesta Filarmónica de Bergen          | Sala Grieg, Bergen                    | Chandos CHSA 5180                 |
| 2018 | Andrew Manze            | Real Orquesta Filarmónica de Liverpool  | Philharmonic Hall, Liverpool          | Onyx ONYX4190                     |
| 2021 | Mark Elder              | Orquesta Hallé de Mánchester            | Hallé St Peter's, Manchester          | Hallé HLD 7558                    |